# Havneholmen

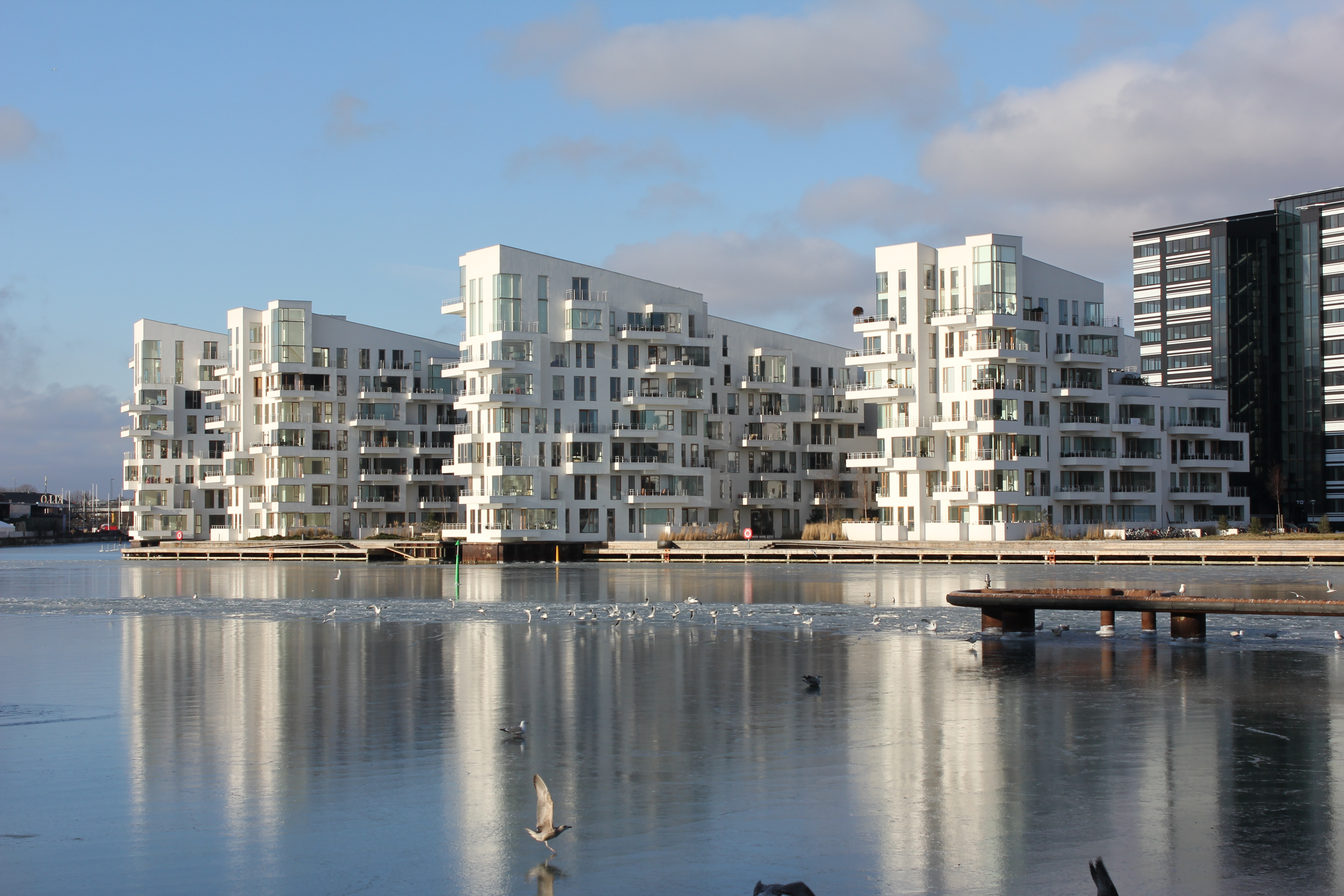
Havneholmen i Köpenhamn, sett från området Islands Brygge

Havneholmen är en halvö i området Kalvebod Brygge, en del av Vesterbro, i Köpenhamn. Halvön ligger omedelbart sydost om köpcentrumet Fisketorvet och är förbunden med Islands Brygge på Amager via gång- och cykelbron Bryggebroen (invigd 2006). Planen för bostads- och kontorsbebyggelsen på Havneholmen utfördes 2006 av Gert Wingårdh Arkitektkontor. Karakteristiskt för byggnadsprojektet är byggnadernas sneda tak och deras vinkelräta placering mot vattnet.